# Fabiano Mwaba
Fabiano Mwaba – zambijski piłkarz grający na pozycji obrońcy. W swojej karierze grał w reprezentacji Zambii.

## Kariera klubowa
W swojej karierze piłkarskiej Mwaba grał w klubie Kabwe Warriors.

## Kariera reprezentacyjna
W 1978 roku Mwaba był powołany do reprezentacji Zambii na Puchar Narodów Afryki 1978. Zagrał w nim w jednym meczu, grupowym z Nigerią (0:0).
W 1982 roku Mwabę powołano do kadry na Puchar Narodów Afryki 1982. Zagrał na nim w jednym meczu grupowym, z Algierią (0:1). Z Zambią zajął 3. miejsce w tym turnieju.